# Sonate pour piano no 6 de Scriabine
Pour les articles homonymes, voir Sonate pour piano (homonymie).
La Sonate pour piano no 6 op. 62 est une sonate pour piano d'Alexandre Scriabine.

## Description
Écrite entre 1911 et 1912, elle comporte un seul mouvement et symbolise le monde du rêve. Son exécution dure un peu moins de dix minutes. On y trouve une succession d'images féériques, d'épouvante, de joie triomphante, et d'effondrement subit. La tonalité s'efface, le langage harmonique est à nouveau fondé sur des accords de septième et de neuvième, auxquels se rajoutent des quartes augmentées, amplifiant la dissonance.

## Discographie
- Alexander Scriabin, The complete piano sonatas, Ruth Laredo, piano, Nonesuch records, 1984, 1996